# Mâcot-la-Plagne
Mâcot-la-Plagne ist eine Commune déléguée mit 1.756 Einwohnern (Stand 1. Januar 2022) in der Gemeinde La Plagne Tarentaise im Département Savoie in der Region Auvergne-Rhône-Alpes. Sie gehörte zum Arrondissement Albertville und zum Kanton Bourg-Saint-Maurice. Der Ort ist das Zentrum des Skigebiets La Plagne und stark durch den Wintersport geprägt.
Mit Wirkung vom 1. Januar 2016 wurden die früheren Gemeinden Mâcot-la-Plagne, Bellentre, La Côte-d’Aime und Valezan zu einer Commune nouvelle mit dem Namen La Plagne Tarentaise zusammengelegt.

## Geographie

### Lage
Mâcot-la-Plagne liegt auf 767 m, etwa 59 km östlich der Präfektur Chambéry, 83 km südsüdöstlich der Stadt Genf und 57 km südöstlich der Stadt Annecy (Luftlinie). Das Dorf erstreckt sich auf einer Talflanke am Oberlauf der Isère in der historischen Provinz Tarentaise. Nachbarorte von Mâcot-la-Plagne sind La Côte-d’Aime und Valézan im Norden, Bellentre im Osten, Champagny-en-Vanoise und Bozel im Süden sowie Aime im Westen.
Zu Mâcot-la-Plagne gehörten neben dem eigentlichen Ortskern (770 m) auch der östlich gelegene Ortsteil Sangot (803 m) und mehrere Weilersiedlungen und Hotelkomplexe, darunter:
- Bonnegarde (740 m) und Les Provenanges (684 m) an der Grenze zu Aime;
- Le Villard-de-Sangot (978 m), Les Esserts (1240 m), Champs Drivet (1429 m), Praz Salvard (1484 m) und Plan Bois (1826 m) ganz am Ostrand der Gemeinde;
- Les Chacruets (1009 m), Les Granges (1451 m) und Les Frasses (1790 m) auf der Hangfläche zwischen den Gebirgsbächen von Sangot und Mâcot;
- Les Villards de Mâcot (1189 m), Prariond (1341 m), Plangagnant (1600 m) und La Roche (1547 m) an der Straße nach La Plagne; sowie
- in einem Talkessel auf etwa 1800 m an der Nordseite der zwischen dem Mont Jovet und Roche de Mio aufgespannten Gipfelkette liegt das Zentrum des Wintersportgebietes mit den Ortsteilen La Plagne, Plagne 1800, Plagne Soleil, Plagne Bellecôte und Belle Plagne.

## Geschichte
Die Tarantaise war schon vor der Römerzeit vom keltischen Volk der Ceutronen besiedelt. Die Pfarrei von Mâcot geht auf das Hochmittelalter zurück und wurde 1096 erstmals urkundlich erwähnt (Ecclesia de Mascot). Die Namensteil Mâcot wird auf einen Personennamen zurückgeführt, während Plagne eine kleine Ebene im Bergland bezeichnet. Im 17. und 18. Jahrhundert erschienen verschiedene Schreibvarianten, darunter Mâcod, Maccot, Ma(r)coz und Macot-et-Sangot.
Mit der Wintersaison 1961/1962 begann die Geschichte des Skigebiets La Plagne, und erste Schlepplifte wurden installiert. In den 1970er Jahren erfolgte seine Expansion auf in etwa die heutige Ausdehnung, und in darauffolgenden beiden Jahrzehnten wurden viele der Lifte modernisiert.

## Sehenswürdigkeiten
Bei Les Frasses auf fast 1800 m befindet sich ein Hünengrab, das als Monument historique klassifiziert ist. Es kann über einen Wanderweg erreicht werden.

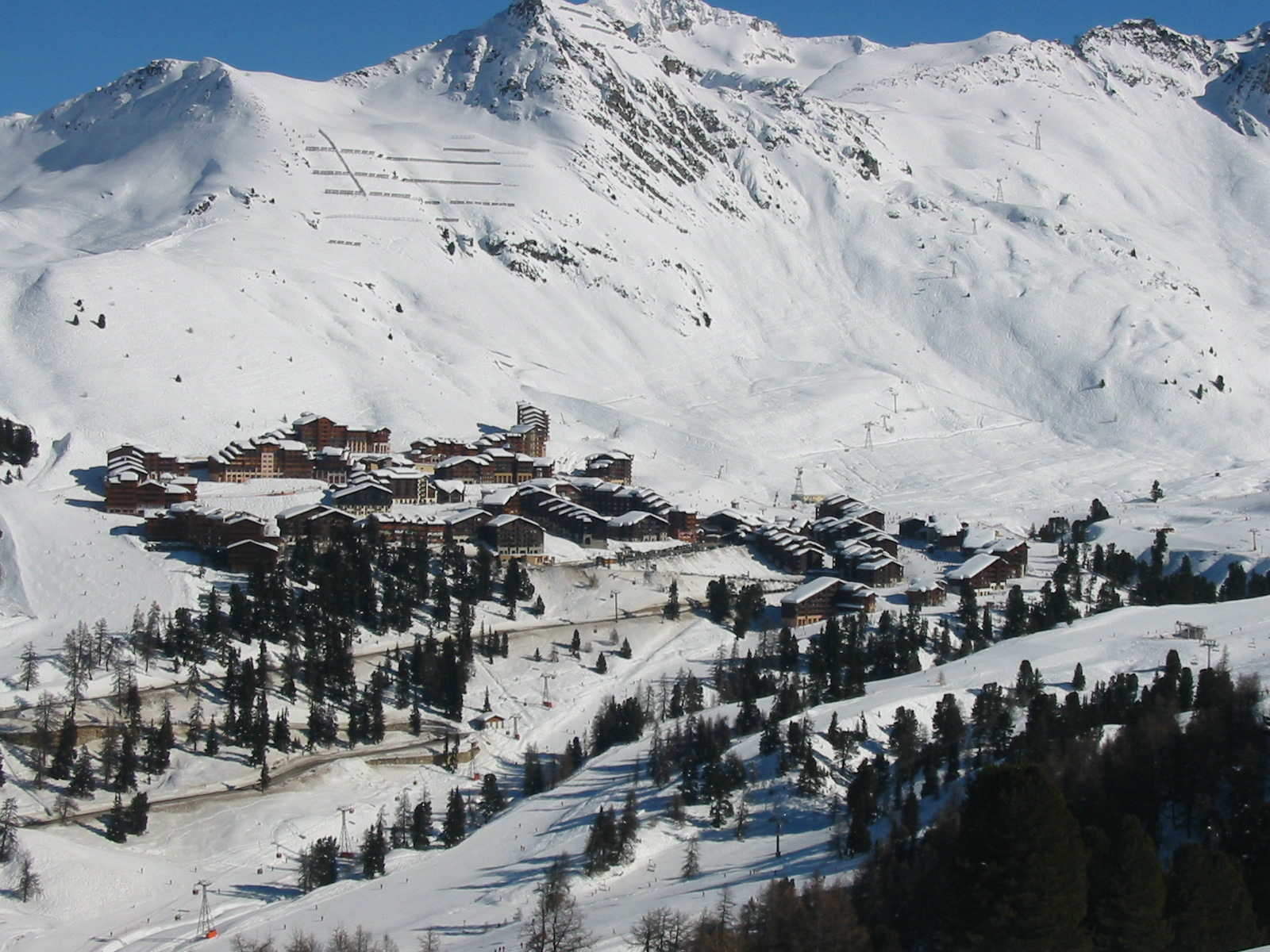
Belle Plagne
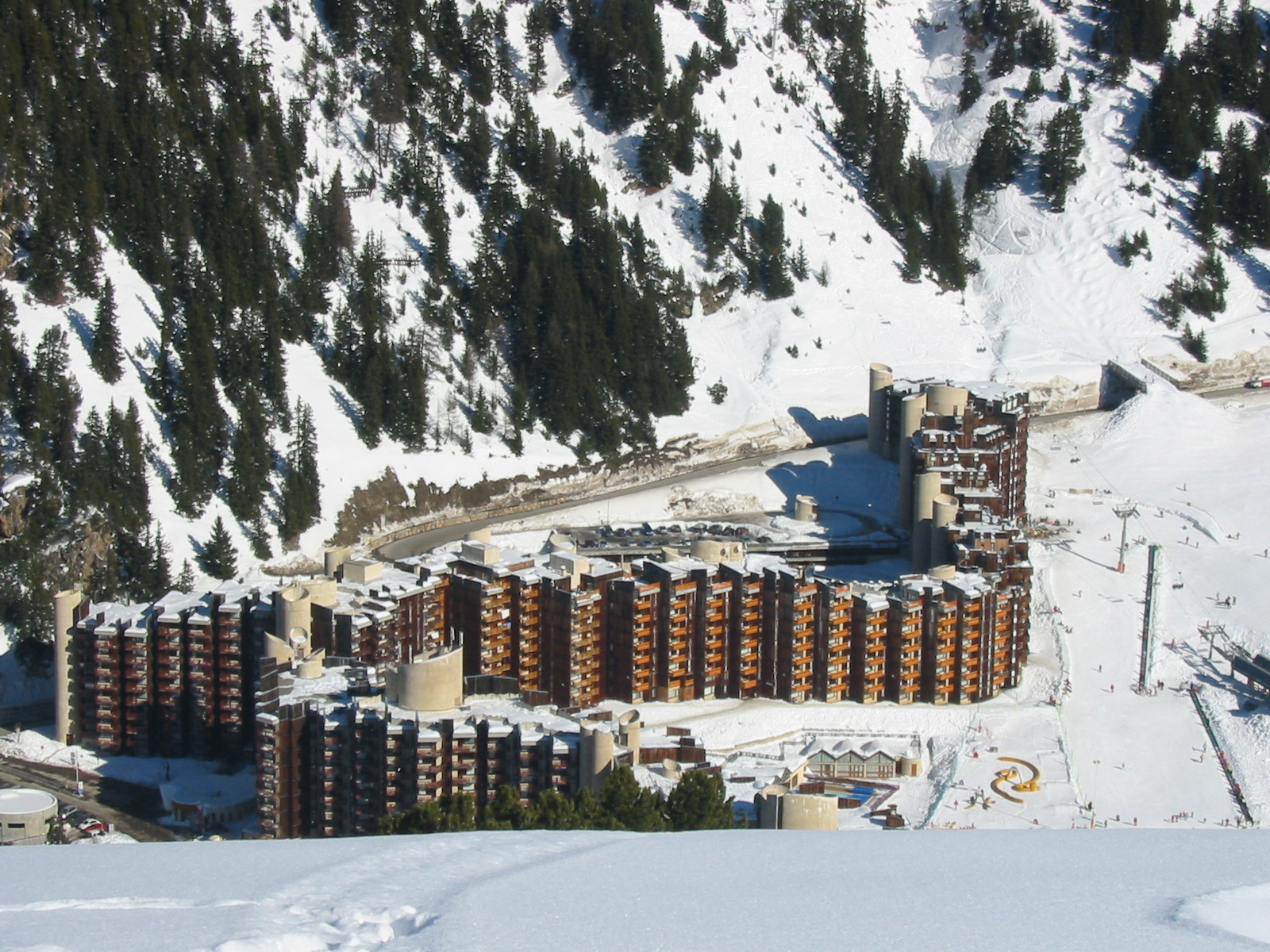
Plagne Bellecôte
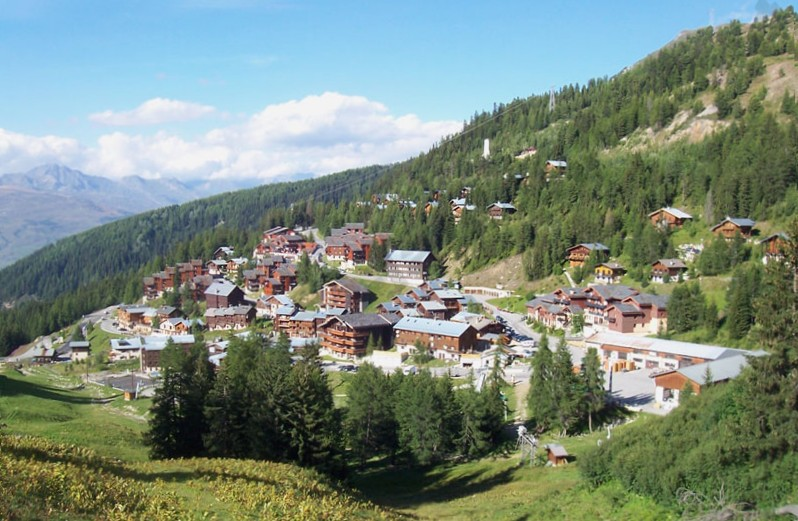
Plagne 1800
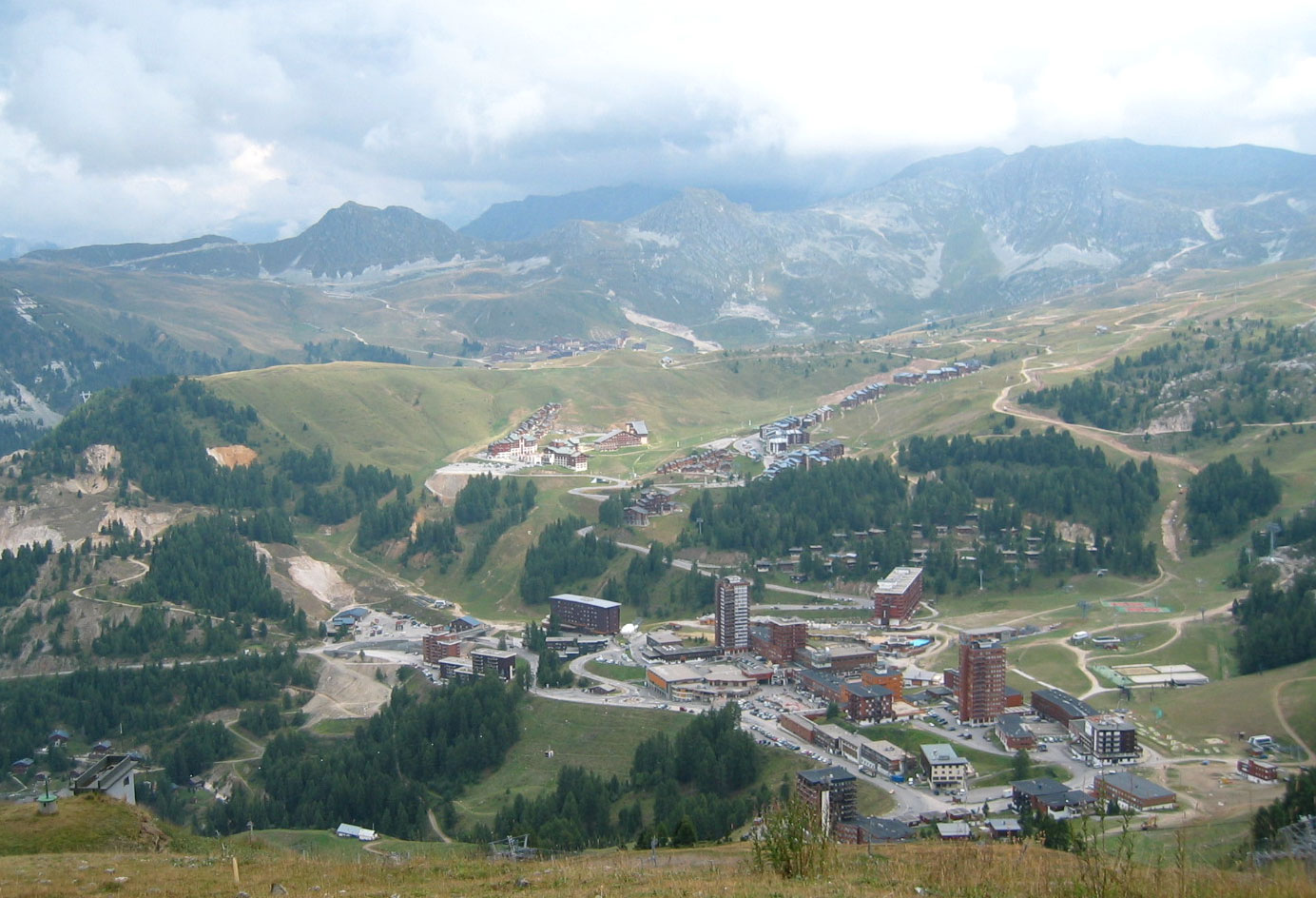
Plagne Centre

## Bevölkerung
| Bevölkerungsentwicklung | Bevölkerungsentwicklung |
| Jahr                    | Einwohner               |
| ----------------------- | ----------------------- |
| 1962                    | 1072                    |
| 1968                    | 1204                    |
| 1975                    | 1112                    |
| 1982                    | 1210                    |
| 1990                    | 1621                    |
| 1999                    | 1578                    |
| 2006                    | 1749                    |
| 2011                    | 1817                    |

Nachdem die Einwohnerzahl im 19. Jahrhundert nach dem Anschluss Savoyens an Frankreich von 1312 auf 800 Einwohner abfiel, schwankte sie im 20. Jahrhundert um etwa 1000. Erst mit dem Erfolg des Wintersports gegen Ende des 20. Jahrhunderts setzte eine deutliche Bevölkerungszunahme ein. Die Ortsbewohner von Mâcot-la-Plagne heißen auf Französisch Mâcotais(es).

## Wirtschaft und Infrastruktur
Mâcot-la-Plagne war bis weit ins 20. Jahrhundert hinein ein durch die Landwirtschaft, darunter vor allem die Milchwirtschaft geprägtes Dorf. Heute gibt es im Ort verschiedene Betriebe des lokalen Kleingewerbes und viele Dienstleister. Der Tourismus mit acht Hotels und unzähligen Wohnanlagen hat zu einer großen Zahl von Arbeitsplätzen geführt. Fast alle Erwerbstätige gehen im Ort oder in der direkten Umgebung ihrer Arbeit nach.
Die Ortschaft liegt unweit der N90, dem wesentlichen und im Winter einzigen Zugang zur Tarentaise. Von der N90 führt eine Abfahrt mit Brücke über die Isère zu den verschiedenen Gemeindeteilen und eine Serpentinenstraße (D 221) hinauf nach La Plagne. Die N90 geht talabwärts bei Albertville in die Autobahn A430 über. In Aime befindet sich der nächstgelegene Personenbahnhof an der Bahnstrecke Saint-Pierre-d’Albigny–Bourg-Saint-Maurice, die die Gemeinde durchquert. Als Flughäfen in der Region kommen Chambéry-Savoie (Entfernung 102 km) und Genf (161 km) in Frage.

### Bildung
In Mâcot-la-Plagne befinden sich zwei Grundschulen (école primaire) mit eingegliederten Vorschulklassen.

## Persönlichkeiten
- Margot Boch (* 1999), Turnerin, Rodel- und Bobsportlerin